# Львов, Николай Николаевич
Никола́й Никола́евич Львов (6 [18] мая 1865, Москва — 24 октября 1940, Ницца) — депутат I, III и IV Государственной думы от Саратовской губернии, участник Белого движения, первопоходник. Внук А. Н. Львова, брат политика В. Н. Львова и графини В. Н. Бобринской.

## Биография
Родился в дворянской семье Львовых. Отец, Николай Александрович Львов (1834—1887) — торжокский помещик; сын А. Н. Львова, внук Н. А. Львова и графа Н. С. Мордвинова. Мать — Мария Михайловна, урождённая Челищева (1843—1921), внучка сенатора Н. А. Челищева.
В 1883 году стал одним из учредителей Русского гимнастического общества.
Землевладелец (на 1912 г. — около 5 тысяч десятин, по другим сведениям 28 тысяч десятин в Саратовской губернии).

### Ранние годы
Учился в Швейцарии, затем окончил юридический факультет Московского университета (1891). В 1892—1899 годах был предводителем дворянства Балашовского уезда Саратовской губернии; с 1899 года — председатель губернской земской управы. Участвовал в создании либерального «Союза освобождения». Член Св. Владимирского православного братства.

### В Государственной думе
С октября 1905 года — в кадетской партии, в 1906 году входил в состав её ЦК. Избранный в I Думу от Саратовской губернии, занял в ней особую позицию, отказываясь поддержать радикальные требования своей партии, и вышел из её думской фракции. Приехав после роспуска Думы в Выборг, в кулуарах заседания членов разогнанной Думы пытался убедить их не предпринимать шагов, ведущих к разрыву с властью. В июле 1906 года стал одним из основателей Партии мирного обновления, участвовал в переговорах со Столыпиным о создании кабинета с участием общественных деятелей.
Депутат III и IV Дум от Саратовской губернии. В 1910 году требовал «смены правительства временщиков, создания сильной власти, могущей вывести Россию из трясины внутреннего разложения и внешнего упадка». В 1912 году был одним из создателей партии «прогрессистов», вошёл в её фракцию в Думе, призывая «привести к согласованности действий всех тех, кто стремился к осуществлению Манифеста 17 октября и к упрочению в России конституционного строя, упраздняющего произвол и обеспечивающего духовное развитие, хозяйственный подъём и внутренний мир». В IV Думе до июня 1913 года был старшим товарищем секретаря, с 1 июня по 15 ноября 1913 года — товарищ председателя Думы; входил в думскую группу Союза 17 октября.

### Гражданская война в России
В 1918—1920 годах — участник Белого движения. В ноябре 1917 года записался в Алексеевскую организацию. Участник 1-го Кубанского («Ледяного») похода, служил при армейском лазарете. Занимался журналистской деятельностью во ВСЮР, агитируя за воссоздание Русского государства, построенного на национальных ценностях, в противовес большевистскому «интернационалу» и «классовой борьбе». Издатель газеты «Великая Россия». Эвакуирован в январе—марте 1920 года из Новороссийска на корабле «Русь» в Югославию; в мае 1920 года — в Югославии. Вернулся в Крым и оставался в рядах армии Врангеля до эвакуации Крыма.

### Эмиграция
Эвакуирован в Катарро (Югославия) на корабле «Истерн-Виктор». В эмиграции во Франции. С 1921 года — член Русского Совета, с марта 1922 г. член ЦК Русского Народно-Монархического Союза. Среди большевиков прослыл «черносотенцем, проводившим яростную кампанию против Советской республики».
От жены, крестьянки села Бобылева Саратовской губернии Анны Степановны Григорьевой (умерла в 1963 году) в Москве родился сын Владимир (27.12.1905 — 1996, Австралия).

## Сочинения
- Даватц В. Х., Львов Н. Н. Русская армия на чужбине — Белград. 1923 г.
- Свет во тьме. Очерки Ледяного Похода. Сидней, Австралия. 1972 г.
- Львов Н. Н. Былые годы // Русская мысль. — 1923. — № I—II. — С. 92–116; № III—V. — С. 79–107; № VI—VIII. — С. 111—128; 1923/1924. — № IX—XII. — С. 5–26.